# Malin Hartelius
Malin Hartelius (Malmö, 1º settembre 1966) è un soprano svedese, che ha conosciuto la fama internazionale dall'inizio degli anni Novanta.
È nota soprattutto come un'assidua interprete di opere di Mozart (in particolare presso il Teatro dell'Opera di Zurigo), ma ha cantato anche in opere di Čajkovskij, Cherubini, Donizetti, Händel, Schubert, lavorando con direttori d'orchestra quali Herbert Blomstedt, Ivor Bolton, Frans Brüggen, Riccardo Chailly, Ádám Fischer, John Eliot Gardiner, Wolfgang Gönnenwein, Nikolaus Harnoncourt, Mariss Jansons, Ton Koopman, Marc Minkowski, Peter Schreiner, Franz Welser-Möst.

## Biografia
Dopo il diploma al Conservatorio di Vienna, dove ha come insegnante Margarete Bence, nel 1989-1990 entra a far parte della Wiener Staatoper. Nella stagione 1991-1992 è ingaggiata dall'Opera di Zurigo, dove recita nel ruolo di Pamina ne Il flauto magico, in quello di Adele ne Il pipistrello, in quello di Blonde ne Il ratto dal serraglio e in quello di Ännchen nel Il franco cacciatore.
Raggiunge l'apice del successo all'inizio del nuovo Millennio, interpretando il ruolo di Pamina ne Il flauto magico di Mozart. Nel 2002 è Melanto ne Il ritorno di Ulisse in patria, diretto da Nikolaus Harnoncourt a Zurigo.
Nel 2010, è insignita dal re di Svezia della Medaglia per le Scienze e le Arti.

## Discografia parziale
- Cantatas Vol. 8: Bremen / Santiago (2005)[5]
- Cantatas Vol. 21: Cambridge / Walpole St Peter (2006)
- Cantatas Vol. 7: Ambronay / Bremen (2006)

## Onorificenze
- 2010: Medaglia svedese per le Scienze e le Arti